# Cyrtopeltis
Cyrtopeltis is een geslacht van wantsen uit de familie van de Miridae (Blindwantsen). Het geslacht werd voor het eerst wetenschappelijk beschreven door Franz Xaver Fieber in 1905.

## Soorten
Het genus bevat de volgende soorten:

- Cyrtopeltis affinis Gagne, 1968
- Cyrtopeltis alkannae Linnavuori, 1975
- Cyrtopeltis arida Gagne, 1968
- Cyrtopeltis asper Linnavuori & Al-Safadi, 1993
- Cyrtopeltis brunneicollis Linnavuori, 1975
- Cyrtopeltis callani Odhiarnbo, 1961
- Cyrtopeltis callosus Odhiambo, 1961
- Cyrtopeltis canariensis (Lindberg, 1936)
- Cyrtopeltis echinopis Linnavuori & Al-Safadi, 1993
- Cyrtopeltis flavoviridis Linnavuori, 1975
- Cyrtopeltis floreana Gagne, 1968
- Cyrtopeltis geniculata Fieber, 1861
- Cyrtopeltis gummiferae Gagne, 1968
- Cyrtopeltis hawaiiensis Kirkaldy, 1902
- Cyrtopeltis helleri Gagne, 1968
- Cyrtopeltis kahakai Asquith, 1993
- Cyrtopeltis kristenseni Poppius, 1914
- Cyrtopeltis leontion Linnavuori, 1974
- Cyrtopeltis melanocephalus Reuter, 1909
- Cyrtopeltis miyamotoi (Yasunaga, 2000)
- Cyrtopeltis modesta (Distant, 1893)
- Cyrtopeltis montivaga Linnavuori, 1975
- Cyrtopeltis nakatanii Yasunaga, 2000
- Cyrtopeltis nicotianus Konigsberger, 1903
- Cyrtopeltis notata Distant, 1893
- Cyrtopeltis rufobrunnea Lee & Kerzhner, 1995
- Cyrtopeltis salviae Carapezza, 1988
- Cyrtopeltis taxila Seidenstucker, 1972
- Cyrtopeltis varians (Distant, 1883)
- Cyrtopeltis volucer Kirkaldy, 1902